# Arcovomer passarellii
Arcovomer passarellii is een kikker uit de familie smalbekkikkers (Microhylidae). De soort werd voor het eerst wetenschappelijk beschreven door Ismar de Souza Carvalho in 1954. Het is de enige soort uit het monotypische geslacht Arcovomer. De soortaanduiding passarellii is een eerbetoon aan Antonio Passarelli.
De soort is endemisch in Brazilië en komt voor rond de steden Rio de Janeiro en São Paulo. Over de levenswijze en biologie van deze pas in 1954 beschreven soort is vrijwel niets bekend.